# 緋牛內站

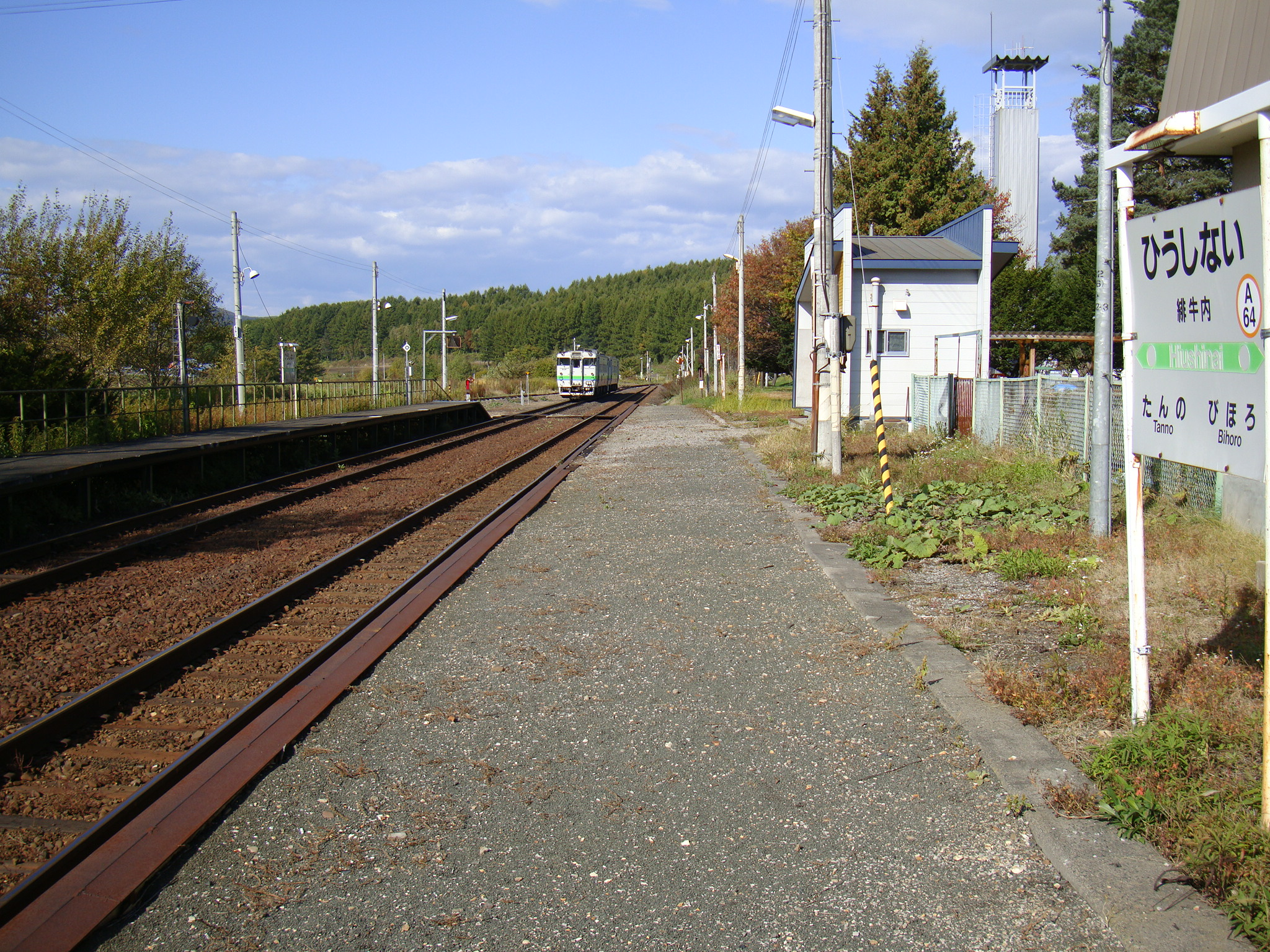
月台

緋牛內站（日语：／ Hiushinai eki */?）位於北海道北見市端野町緋牛内，是北海道旅客鐵道（JR北海道）石北本線上的站。
站名來自阿伊努語「susu-us-nay」（柳樹叢生的河流）的音的訛化。

## 車站構造
擁有對向式月台2面2線的地面車站。2號月台雙向皆設有出發號誌機與停止位置標示牌，故可提供會車的功能。往來月台間必須利用站內的平交道。

### 月台配置
| 月台 | 路線      | 方向 | 目的地         |
| ---- | --------- | ---- | -------------- |
| 1    | ■石北本線 | 下行 | 美幌、網走方向 |
| 2    | ■石北本線 | 上行 | 北見、遠輕方向 |

目前是無人站，由北見站管理。

## 車站周邊
- 北海道道556號緋牛內北見線
- 緋牛內郵局
- 國道39號
- 羅森端野緋牛內店
- 鎖塚
- 北海道北見巴士「緋牛內」車站

## 历史
- 1912年（大正元年）10月5日 - 日本國有鐵道設立。
- 1975年（昭和50年）12月25日 - 廢止貨物處理的業務。
- 1983年（昭和58年）1月10日 - 廢止行李處理的業務。導入CTC後無人化。
- 1987年（昭和62年）4月1日 - 國鐵分割民營化後成為北海道旅客鐵道（JR北海道）轄下的車站。

## 相鄰車站
北海道旅客鐵道（JR北海道）
■石北本線
端野（A63）－緋牛內（A64）－（美野臨時乘降場）－（鳥之澤臨時乘降場）－美幌（A65）
- 為廢站

## 相關項目
- 日本鐵路車站列表

## 外部連結
- （日語）JR北海道 – 緋牛內車站 （页面存档备份，存于）
- （日語）全驛參觀之旅 （页面存档备份，存于）